# De Musica Sacra

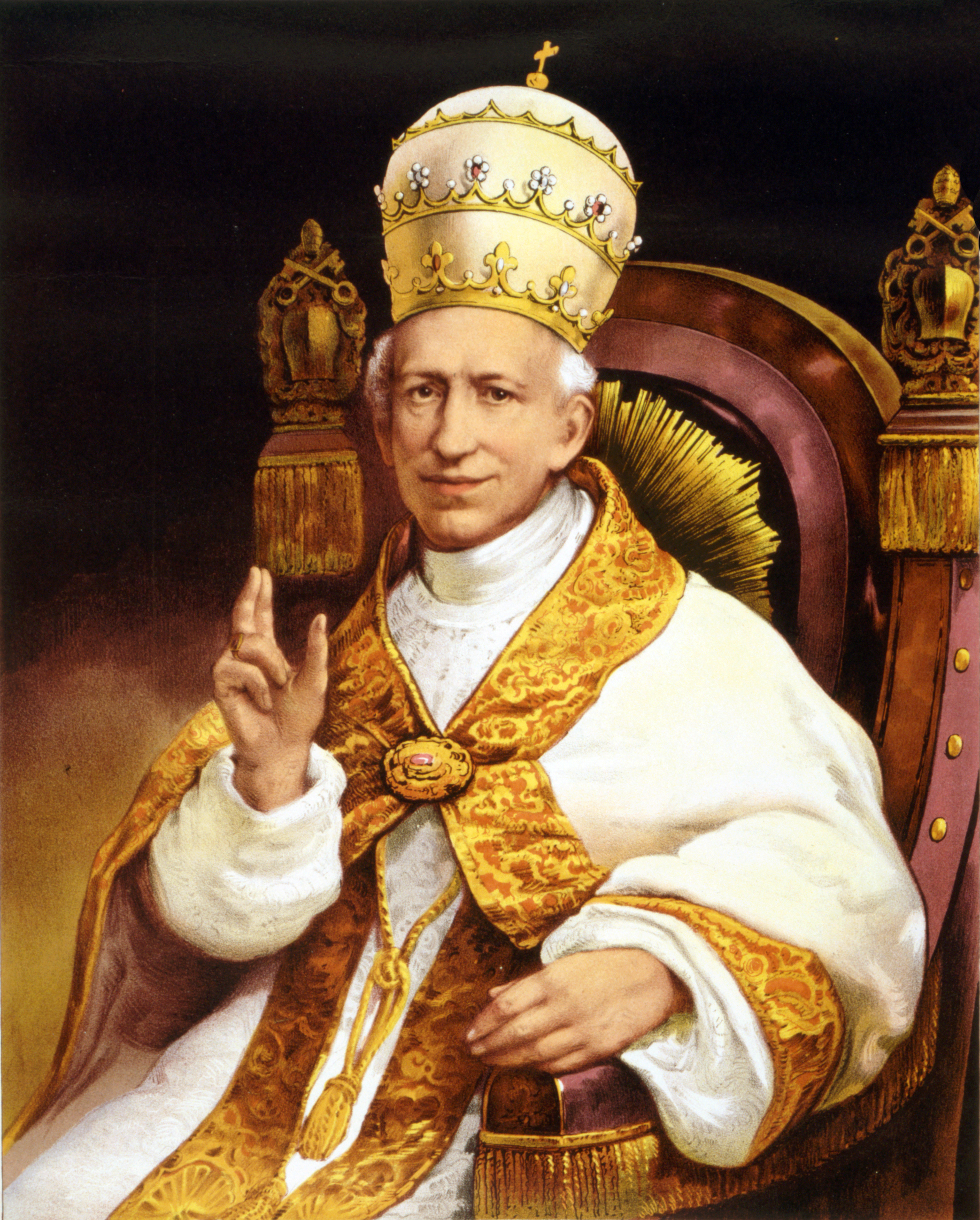
Papa Leão XIII, responsável pela convocação do Concílio Plenário da América Latina em 1898.

De Musica Sacra é um decreto apresentado no capítulo IX do Concílio Plenário da América Latina (Concilium Plenarium Americæ Latinæ), evento convocado pelo Papa Leão XIII por meio da Carta Apostólica Cum diuturnum (de 25 de dezembro de 1898), realizado em Roma (entre 28 de maio a 9 de julho de 1899) e publicado na versão original latina em 1900. Esse decreto, como os demais emitidos no Concílio Plenário da América Latina, teve a função de fortalecer a romanização do catolicismo nessa região do mundo e coibir as tradições religiosas locais, especialmente o uso dos idiomas vernaculos e os cânticos religiosos populares. O decreto De Musica Sacra do Concílio Plenário da América Latina manteve as determinações anteriores da Igreja Católica sobre música sacra, especialmente a Ordinatio quoad sacram musicen (1884) e a Quod sanctus Augustinus de Leão XIII (1894), além dos demais decretos da Sagrada Congregação dos Ritos e da Carta Encíclica Annus qui hunc de Bento XIV (1749). Foi mantida a proibição das mulheres nos coros, exceto nos mosteiros e conventos femininos. 

## Documentos da Igreja Católica sobre música sacra
A Igreja Católica, desde a Idade Média, emitiu determinações sobre a música sacra, na forma de bulas, encíclicas (epístolas encíclicas ou cartas encíclicas), constituições, decretos, instruções, motu proprio, ordenações e outras. A maior parte dessas decisões foi local ou pontual, e apenas algumas tiveram caráter geral, dentre as quais estão, segundo Paulo Castagna, os doze conjuntos de determinações mais impactantes na prática musical, do século XIV ao século XX, excetuando-se destas as inúmeras instruções cerimoniais (ou rubricas) dos livros litúrgicos:
1. A Bula Docta Sanctorum Patrum de João XXII (1322)
2. O Decreto do que se deve observar, e evitar na celebração da Missa de 17 de setembro de 1562, da Seção XXII do Concílio de Trento
3. O Cæremoniale Episcoporum (Cerimonial dos Bispos), publicado por Clemente VIII em 1600, reformado por Bento XIV em 1752 e por Leão XIII 1886.
4. Os Decretos da Sagrada Congregação dos Ritos (1602-1909)
5. A Constituição Piæ sollicitudinis studio, de Alexandre VII (23 de abril de 1657)
6. A Carta Encíclica Annus qui hunc, do papa Bento XIV (19 de fevereiro de 1749)
7. A Ordinatio quoad sacram musicen, da Sagrada Congregação dos Ritos (25 de setembro de 1884)
8. O Decreto Quod sanctus Augustinus de Leão XIII (7 de julho de 1894), ratificado pela Sagrada Congregação dos Ritos como decreto n.3830
9. O Motu Proprio Inter pastoralis officii sollicitudines (Tra le sollecitudini) de Pio X (22 de novembro de 1903)
10. A Carta Encíclica Musicæ sacræ disciplina sobre a música sacra, do papa Pio XII (25 de dezembro de 1955)
11. A Instrução De musica sacra et sacra liturgia sobre música sacra e liturgia, do papa Leão XXIII, 3 de setembro de 1958
12. O Decreto Sacrosanctum Concilium sobre música sacra do Concílio Vaticano II (4 de dezembro de 1963)

## Significado doConcílio Plenário da América Latina
O documentos eclesiásticos mais amplos aplicados diretamente ao Brasil foram inicialmente as Constituições Primeiras do Arcebispado da Bahia, promulgadas em 12 de junho de 1707 pelo Arcebispo Dom Sebastião Monteiro da Vide (aceitas nas demais dioceses erigidas nos séculos XVIII e XIX), em vigor até a realização do Concílio Plenário da América Latina, de 9 de junho de 1899, substituído pelo Concílio Plenário do Brasil (1939), que tornou-se o primeiro código jurídico-eclesiástico exclusivo para o Brasil.

## A música noConcílio Plenário da América Latina
No que se refere à atividade musical, as Constituições de 1707 determinaram “que nenhumas pessoas, eclesiásticas ou seculares, tanjam ou bailem, nem façam danças ou jogos profanos nas igrejas, nem em seus adros, nem se cantem cantigas desonestas ou cousas semelhantes”, decisão refletida em vários documentos eclesiásticos brasileiros subsequentes, até o início do século XX (CASTAGNA, 1999 e 2000, v.1).
O Concílio Plenário da América Latina, que substituiu as Constituições Primeiras do Arcebispado da Bahia (1707) como o máximo código jurídico-eclesiástico para o Brasil, incluiu o decreto De Musica Sacra que, apesar de sua amplitude, ainda manteve os ideais puristas do Concílio de Trento, especialmente na proibição dos idiomas vernáculos, do repertório sacro-popular e do canto feminino, com recomendações expressas à fidelidade dos textos litúrgicos, ao uso dos livros de canto aprovados pela Sagrada Congregação dos Ritos e ao caráter “grave, pio e distinto” da música sacra. Mesmo assim, o Concílio Plenário da América Latina marcou uma nova era no controle exercido pela Igreja Católica no país.
Paralelamente, em 22 de novembro de 1903 (pouco após a entrada em vigor do Concílio Plenário da América Latina), o Papa Pio X (eleito em 4 de agosto desse mesmo ano) fez publicar o Motu Proprio Inter pastoralis officii sollicitudines (Tra le sollecitudini), que acarretou o maior impacto na música sacra desde o Concílio Tridentino: o documento determinou, entre outros aspectos, que das igrejas fossem excluídas as bandas de sopros e todas as formas de composição musical aparentadas à ópera, admitindo somente a música composta com base na polifonia renascentista, principalmente na música de Giovanni Pierluigi da Palestrina (c.1525-1594).
Além da existência de um novo código jurídico eclesiástico no Brasil (o Concílio Plenário da América Latina, de 1899), a música sacra passou a ser regulada, em todo o mundo, diretamente pelo Motu Proprio de 1903 (reiterado em inúmeras determinações diocesanas brasileiras nos anos subsequentes), o que iniciou uma era de clara e intensa regulamentação da prática musical nas igrejas a partir das normas romanas e o progressivo abandono da forma de controle baseada no Concílio de Trento (reformado somente com a promulgação do Código de Direito Canônico de 1917). O Primeiro Sínodo da Diocese de Mariana realizado em 17 de julho de 1903, poucos meses antes da emissão do Motu Proprio de Pio X, foi o último documento diocesano do Sudeste brasileiro a determinar o controle da música nas igrejas a partir do Concílio de Trento, proibindo, entre outras, “quaisquer festividades que, sob o pretexto de devoção, se celebram com orgias ou danças, verbi gratia os congados, charolas, etc.”
A maior parte das decisões sobre música, nas Atas e Decretos do Concílio Plenário da América Latina encontram-se no título IV (De Cultu Divino), capítulo IX, "De Musica Sacra" (§ 439-450), porém há outras determinações relacionadas à música entre os 998 parágrafos, sendo estas as principais:
- § 232: aos cônegos é obrigatório o canto dos ofícios divinos no coro
- § 617: o canto eclesiástico está sujeito aos decretos do Concílio de Trento
- § 627: seja ensinado canto ritual aos alunos dos seminários
- § 681: seja promovido o ensino do canto litúrgico
- § 884: veta os cantos lascivos nas igrejas
- § 893: cuidem os diretores do coro da decência do canto e do órgão

O Concílio Plenário do Brasil (1939) basicamente aplicou no Brasil as determinações do Motu Proprio Inter pastoralis officii sollicitudines (Tra le sollecitudini) de 1903, de Pio XI.

## Conteúdo do decretoDe Musica Sacrado Concílio Plenário da América Latina
| 439. Hymnorum et psalmorum cantus ad Christi Crucifixi gloriam spectat et honorem, ut omnis lingua confiteatur, quia Dominus Iesus Christus in gloria est Dei Patris. Unde, qui cantum ecclesiasticum de medio tollunt, Christi magnificam gloriam obscurant, dulce curarum levamen evertunt, ordinis ecclesiastici hierarchiam confundunt, pulchritudinem ornatumque admirabilem Christi Sponsæ fœdant (1). | 439. O canto de hinos e salmos para a glória e honra de Cristo Crucificado deve confessar, em qualquer idioma, que o Senhor Jesus Cristo está na glória de Deus Pai. Em razão disso, quem exclui o canto eclesiástico obscurece a magnífica glória de Christo e impede o doce alívio das preocupações, subvertendo a ordem hierárquica eclesiástica e declinando a admirável beleza e ornamentação da Esposa de Cristo (1). |
| 440. Cantus et soni graves sint, pii ac distincti, et domui Dei ac divinis laudibus accommodati, ut simul et verba intelligantur, et ad pietatem auditores excitentur (2). Cantilenæ omnes, quæ risum vel scandalum pariunt, quin potius devotionem foveant, utpote repugnantes rubricis, tolli omnino debent (3). | 440. Os cânticos e os sons devem ser graves, pios e distintos, e a casa de Deus acomodada aos ofícios divinos, assim como as palavras devem se compreensíveis, estimulando os assistentes à piedade (2). Todos os cânticos que provocam riso, escândalo ou repugnância, em lugar de promover a devoção, devem ser completamente excluídos (3). |
| 441. Cantores, ubi fieri potest, clerici sint: omnino autem in choro clericalibus vestibus et superpelliceo utantur (4). In processionibus autem cantores sive musici nequeant indecere commixti cum Clero, in habitu laicali. Laici cantores religiosi sint et integritate morum commendabiles: irreligiosi autem et scandalosi minime admittantur. | 441. Os cantores, sempre que possível, devem ser clérigos: no coro todos devem estar usando vestes clericais e sobrepelicas (4). Na procissão, nem cantores e nem músicos em hábitos laicos podem mesclar-se de maneira imprópria com o clero. Cantores devotos leigos devem ter exemplar integridade de comportamento: sejam, por isso, evitados cantores escandalosos ou não devotos. |
| 442. Symphoniæ tolerari poterunt, ubi earum usus iam receptus est, dummodo graves sint, et earum prolixitudine aut diuturnitate tædium et fastidium non afferant iis, qui adsunt in choro, vel altari, in Vesperis aut in Missa, inserviunt (5). | 442. A música instrumental pode ser tolerada, onde o seu uso já é tradicional, desde que de forma grave, e cuja prolixidade ou duração não provoquem o tédio e o fastídio aos que servem no coro ou no altar, seja em Vésperas ou na Missa (5). |
| 443. Damnamus abusum, quo in musica mutatur ‘notabiliter textus Sacrarum Scripturarum, mutilando, anteponendo, postponendo et alterando verba et sensum illarum, et adaptando eas modulationi, ita ut non musica Scripturæ, sed hæc illi inservire videatur’ (6). | 443. Condenamos o abuso de mudar-se, na música, e de forma notória, ‘o texto das Sagradas Escrituras, mutilando, antepondo, pospondo ou alterando palavras e seu sentido, e as adaptando às modulações, de tal forma que a música pareça não estar servindo à Escritura’ (6). |
| 444. Musica instrumenta adhibere possunt, dummodo tamen cantantium vocem corroborent et sustineant, minime vero ut opprimant et sepeliant, et solummodo ad vim verborum cantui adiiciendam, ut magis magisque audientium mentibus eorum sensus infigatur, commoveanturque fidelium animi ad spiritualium rerum contemplationem, et erga Deum divinarumque rerum amorem incitentur (7). Qua in re, præ oculis habeatur Instructio S. Rituum Congregationis diei 7 iul. 1894, de musica sacra, et accurate serventur similia decreta eiusdem Congregationis (8). | 444. Instrumentos musicais podem ser admitidos, mas apenas de modo a corroborarar e sustentar o canto, sem oprimi-lo ou desconsidera-lo, e apenas para reforçar o canto das palavras, com a finalidade de aumentar a compreensão do seu sentido, comovendo os fieis à contemplação espiritual e motivando-os ao amor divino (7). A este respeito deve ser considerada a instrução sobre a música sacra [Quod sanctus Augustinus] de 7 de julho de 1894 da Sagrada Congregação dos Ritos, e cuidadosamente observados os decretos semelhantes dessa mesma Congregação (8). |
| 445. Non attendere in Missæ celebratione ad cantum in Missali impressum, sed quandam cantilenam tradicionalem sequi, nullibi adnotatam, ideoque ad arbitrium variabilem, non est uti consuetudo legitima retinenda, sed uti corruptela extirpanda. Adhibere autem debent in cantu gregoriano editiones a S. Rituum Congregatione adprobatæ, vel exemplaria, quæ authentico testimonio Ordinariorum cum illis cohærent (9). | 445. Deixar de seguir o Missal impresso na celebração da Missa, em nome de cânticos tradicionais não registrados, de conteúdo arbitrariamente variável, não é uso legítimo a ser preservado, mas sim corruptela a ser extirpada. Devemos, além disso, usar as edições de canto gregoriano aprovadas pela Sagrada Congregação dos Ritos, ou exemplares que possuem legítima autorização do Ordinário (9). |
| 446. Editio Gradualis a S. Rituum Congregatione accuratissime revisa, approbata atque authentica declarata, magnopere locorum Ordinariis, iisque omnibus, quibus musices sacræ cura est, commendatur, ut, cum in cæteris, quæ ad sacram liturgiam pertinent, tum etiam in cantu, una cunctis in locis ac Diœcesibus eademque ratio servetur, qua Romana utitur Ecclesia. | 446. Seja recomendada, pelos Ordinários locais e por todos os que cuidam da música sacra, a edição do Gradual revista pela Sagrada Congregação dos Ritos, aprovada e declarada como autêntica, de maneira que tudo o que se refere à sagrada liturgia e ao canto, em todos os lugares e dioceses, seja o mesmo que se usa na Igreja Romana. |
| 447. In omnibus Seminariis instituatur et foveatur schola cantus liturgici et religiosi. | 447. Em todos os seminários seja instituído e incentivado o ensino do canto litúrgico e religioso. |
| 448. Cantica religiosa popularia nulla permittantur, nisi de licentia Ordinarii, qui omnino curet, ut diligenter examinentur, tum ex parte doctrinali et litteraria, tum ex capite artis musicæ; et nihil permittant a gravitate et sanctitate divini cultus quomodolibet alienum. | 448. Cânticos religiosos populares não devem ser permitidos sem a autorização do Ordinário, que os deve examinar cuidadosamente, tanto no aspecto doutrinal quanto literário, além do aspecto musical; não se permita que sejam alheios à gravidade santidade do culto divino. |
| 449. In missa solemni, cantiones omnes in lingua vulgari prohibitæ sunt: et nihil intra Missarum solemnia cani debet, nisi ex Missali et ex Missa propria diei desumptum. Cantus Tantum ergo vel alicuius antiphonæ de SS. Sacramento, in Missis solemnibus post elevatione et Benedictus, permittitur (10). | 449. Todos os cânticos em língua vulgar são proibidos na Missa solene: e não se deve cantar nada, na Missa solene, que não esteja no Missal e na Missa própria de cada dia. É permitido, após a Elevação e o Benedictus em Missas solenes, o canto do Tantum ergo ou de algumas outras antífonas do Santíssimo Sacramento (10). |
| 450. Mulieres in canentium choro, nisi habeatur legitima licentia, non admittantur. Monialibus tamen, et aliis piis feminis in communitate viventium, licitum est sacras functiones cantu liturgico prosequi. | 450. Não serão admitidas mulheres cantando no coro sem legítima licença. São permitidas, no entanto, as funções sagradas do canto litúrgico para as freiras e outras mulheres que vivem em comunidades religiosas. |
| (1) Cfr. S. August. in Ps. 148. S. Ioan. Chrysost. in Ps. 41. n.1. Conc. Baltim. III. an. 1884, art. 114. (2) Acta Eccl. Mediolan. I. pag. 28. (3) S. R. C. 16 Ian. 1677, ad 7 (n.1588). (4) Acta Eccl. Mediolan. I. pag. 28. (5) Bened. XIV. Const. Annus qui hunc, 19 Febr. 1749. (6) S. R. C. 21 Febr. 1643, ad 1 (n.823) (7) Bened. XIV. Const. Annus qui hunc, 19 Febr. 1749. (8) V. Appen. n. LXXXII. (9) 3. S. R. C. 14 Martii 1896, ad dubium: “Utrum intonationes Hymni angelici ac Symboli, nec non singulæ modulationes a Celebrante in Missa cantata exequendæ, videlicet Orationum, Præfationis, Orationis Dominicæ etc. cum relativis responsionibus ad chorum pertinentibus, ex præcepto servari debeant prout iacent in Missali; an mutari potius valeant, iuxta consuetudinem quarumdam Ecclesiarum?” respondit: “Affirmative ad primam partem; Negative ad secundam; et quamcumque contrariam consuetudinem esse eliminandam, iuxta decretum in una de Guadalaxara diei 21 Apr. 1873 ” (n.3891). (10) S. R. C. 14 Apr. 1753, ad 6 (n.2424); 22 Maii 1894 (n.3827). | (1) Cf.: Santo Agostinho, no Salmo 148; São João Crisóstomo, no Salmo 41, n.1; III Concílio de Baltimore (1884), Art. 114. (2) Acta da Igreja de Milão, I, p.28. (3) Decreto n.1588, n.7 (16 de janeiro de 1677) da Sagrada Congregação dos Ritos. (4) Acta da Igreja de Milão, I, p.28. (5) Constituição Annus qui hunc (19 de fevereiro de 1749) de Bento XIV. (6) Decreto n.823, n.1 (21 de fevereiro de 1643) da Sagrada Congregação dos Ritos. (7) Constituição Annus qui hunc (19 de fevereiro de 1749) de Bento XIV. (8) Apêndice V, n.LXXXII. (9) Decreto n.3891 (14 de março de 1896) da Sagrada Congregação dos Ritos, na pergunta: "Se as entoações dos Hinos angélicos e do Credo, bem como das orações, prefácios, orações dominicais, etc., com suas respectivas respostas do coro devem ser mantidos por preceito, tal como se encontram no Missal? Podem ser alterados, de acordo com o costume de cada igreja?" Resposta: "Afirmativo quanto à primeira parte; negativo quanto à segunda; e qualquer tipo de costume contrário deve ser eliminado, conforme decreto de Guadalajara, n.3827, de 21 de abril de 1873." (10) Decretos n.2424, n.6 (14 de abril de 1753) e n.3827 (22 de maio de 1894) da Sagrada Congregação dos Ritos. |